# Tone Pretnar

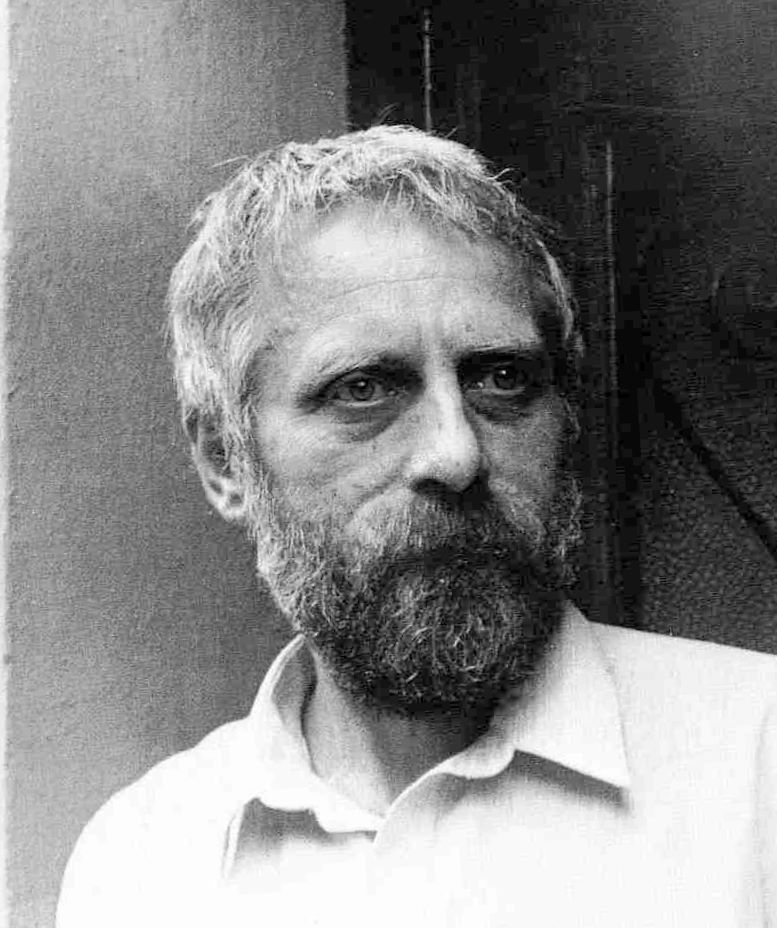
Tone Pretnar 1992

Anton Janez „Tone” Pretnar (ur. 9 sierpnia 1945 w Lublanie, zm. 16 listopada 1992 w Katowicach) – słoweński historyk literatury, wersolog, lektor języka słoweńskiego wykładający na uniwersytetach zagranicznych (również w Polsce) oraz tłumacz literacki.
Był docentem komparatystyki oraz wykładowcą literatury słoweńskiej na Uniwersytecie w Lublanie. Studiował język słoweński i rosyjski na Wydziale Humanistycznym w Lublanie. W roku 1980 obronił pracę magisterską, która nosiła tytuł
Ze studiów nad historią słoweńskiej wersyfikacji od początków literatury do Prešerna (Iz zgodovine slovenskega verznega oblikovanja od začetkov do Prešerna), a w 1988 roku w Warszawie obronił swoją rozprawę doktorską Mickiewicz i Prešeren (Mickiewicz in Prešeren). Tone Pretnar wykładał na wielu uniwersytetach, między innymi: w Chorwacji (mieście Osijek), Trieście, Austrii, Katowicach. W 1987 roku otrzymał wyróżnienie polskiego Ministerstwa Kultury za działalność literacką, a w 1991 przyjął najwyższą słoweńską nagrodę za pracę translatorską – Nagrodę imienia Antona Sovre.
Tone Pretnar swoje zasady przekładu wytłumaczył w następujący sposób: Znaczenie wersowego i stroficznego wzorca w przekładzie wyznaczają formalne przyzwyczajenia w zagranicznej literaturze i praktyka translatorska, która obecnie jest bardziej ukierunkowana w stronę ojczystych niż obcych pierwiastków przekładu.

## Życiorys
Tone Pretnar urodził się w rodzinie rzemieślniczej w Tržiču. Tam też uczęszczał do szkoły podstawowej, był wszechstronnie uzdolnionym uczniem. Następnie w 1964 roku zdał maturę w Gimnazjum w Kranju. Następnie podjął studia – język słoweński i rosyjski na Uniwersytecie w Lublanie na Wydziale Humanistyczym, które ukończył w lutym 1971 roku. Potem pracował, jako lektor języka słoweńskiego na uniwersytetach w Warszawie, Krakowie, Austrii. Karierę naukową rozpoczął przy Polskiej Akademii Nauk w Warszawie w 1972 roku i powoli stawał się specjalistą z zakresu wersologii. Swoją metodę badawczą przedstawił w pracy magisterskiej zatytułowanej Ze studiów nad historią słoweńskiej wersyfikacji od początków literatury do Prešerna (Iz zgodovine slovenskega verznega oblikovanja od začetkov do Prešerna), którą bronił na Uniwersytecie w Lublanie w roku 1980. Tytuł doktora uzyskał w Warszawie w roku 1988 z rozprawą naukową Mickiewicz i Prešeren. Tego samego roku został docentem w dziedzinie komparatystyki oraz wykładowcą literatury słoweńskiej na Uniwersytecie w Lublanie. Wykładał na różnych uniwersytetach – w Chorwacji (Osijeku)
(1987–1989), Trieście (1989), Austrii (1990), Katowicach (1992), był także na miesięcznym pobycie w Wilnie (1991). Występował na konferencjach w Poznaniu (1989), Kaliszu (1989), Wrocławiu (1990), na zebraniach słoweńskich slawistów, gdzie prezentował referaty o polsko-słoweńskich stosunkach literackich. Pretnar był też członkiem międzynarodowej sekcji wersologów, działającej w Instytucie Badań Literackich przy Polskiej Akademii Nauk w Warszawie. Ze swoimi wykładami, referatami pojawiał się również na letnich spotkaniach, gdzie prezentował pracę Słowiańska metryka porównawcza (Primerjalna slovanska metrika) (1992-1993). Warto dodać, iż Tone Pretnar posiadał niezwykły talent pedagogiczny oraz miał dobry kontakt z młodymi ludźmi. W interesujący sposób potrafił zmotywować studentów do nauki, łącząc praktyczną naukę języka słoweńskiego z literaturą piękną. Jego pasja dydaktyczna przyczyniła się do utworzenia słowenistyki w Polsce o specjalizacji literaturoznawczej oraz translatorskiej. Do roku 1992, jako lektor współpracował z centrum języka słoweńskiego, prowadząc wykłady podczas SSJLK (Seminar slovenskega jezika, literature in kulture) – Seminarium słoweńskiego języka, literatury i kultury. Od roku 1986 był członkiem jury, przyznającego literacką nagrodę Vilenice. W 1987 roku otrzymał wyróżnienie polskiego Ministerstwa Kultury za działalność literacką, a w 1991 roku został uhonorowany najwyższą słoweńską nagrodą dla tłumaczy imienia Antona Sovreta. 1 października 1992 roku przybył do Polski do Instytutu filologii słowiańskiej na Uniwersytecie Śląskim, gdzie pracował, jako profesor słoweńskiego języka, literatury i kultury. Tam też zmarł 16 listopada w 1992 roku. Tone Pretnar został pochowany w rodzinnej miejscowości Tržič, gdzie był doceniany przez całe swoje życie (otrzymał nagrodę Prešerna na Gorenjskiej w 1984 roku, Odznaczenie miasta Tržič w 1991 roku oraz wielokrotnie Kurnikovo uznanie rodzinnego miasta). Był pierwszym bibliotekarzem w Tržiču, dorywczo pracował w gminnej, macierzystej bibliotece i w specjalistycznej bibliotece w Bawełnianej przędzalni i tkalni w Tržiču, która od 1993 roku nosi imię Tonego Pretnara.

## Praca naukowa
Źródłem jego pracy naukowej jest wersologia (porównawcza) teoria i historia wersyfikacyjnego ukształtowania słów. Jego drugim kierunkiem zainteresowań była porównawcza slawistyka (zgłębianie słoweńsko-polskich stosunków literackich, teoria i historia przekładu) oraz badanie historii słoweńskiego piśmiennictwa od Brižinskih spomenikov do powieści Frančka Rudolfa. Oprócz tego Tone Pretnar był niezwykle zdolnym tłumaczem, który przekładał z imponującej ilości języków, głównie słowiańskich (polskiego, czeskiego, rosyjskiego, litewskiego, angielskiego). Jednak najwięcej utworów tłumaczył z języka polskiego na słoweński, ale też odwrotnie. W 1980 roku wspólnie z Emilem Tokarzem napisał podręcznik do nauki języka słoweńskiego dla Polaków oraz przygotował słownik słoweńsko-polski we współpracy z Bożeną Ostromęcką-Frączak. Sam również pisał poezję i dlatego sam siebie żartobliwie określił mianem grafomana. Ponadto pełnił także funkcję redaktora.

## Monografie
- Slovenščina za Poljake = Kurs podstawowy języka słoweńskiego. Katowice: Uniwersytet Śląski, 1980. (COBISS)
- W dorzeczu Bystrycy i Moszenika: Tržič w 100 obrazach i 100 oktawach. (V sotočju Bistrice in Mošenika: Tržič v 100 slikah in 100 oktavah.)Radovljica: Didakta, 1992. (COBISS)
- Z historii słoweńskiej wresyfikacji. (Iz zgodovine slovenskega verznega oblikovanja.) Ljubljana: Znanstveni inštitut FF, 1997. (COBISS)
- Prešeren i Mickiewicz: Ze studiów nad polskim i słoweńskim wierszem romantycznym (Prešeren in Mickiewicz: o slovenskem in poljskem romantičnem verzu.)Ljubljana: Slovenska matica, 1998. (COBISS)
- z Boženo Ostromęcka-Frączak: Slovensko-poljski slovar = Słownik słoweńsko-polski. Ljubljana: DZS, 1996. (COBISS)

## Przekłady
- Czesław Miłosz: Zmierzch i świt (Somrak in svit). Ljubljana: Slovenska matica: Partizanska knjiga, 1987. (COBISS)
- Tadeusz Konwicki: Kronika wypadków miłosnych (Kronika ljubezenskih pripetljajev.) Ljubljana: Mladinska knjiga, 1990. (COBISS)
- Zbigniew Herbert: Beli raj vseh možnosti. Ljubljana: Društvo slovenskih pisateljev, 1992. (prevod skupaj z Nikom Ježem) (COBISS)
- Zbigniew Herbert: Pan Cogito (Gospod Cogito), 1973.
- Konstanty Ildefons Gałczyński: Liryka, 1922.
- Miron Białoszewski: Mozart, Bach, Regina, ja. (gospod Mozart, gospod Bach, gospa Reginica, jaz.), Delo 1978.
- Zbigniew Brzozowski: Lustra (Ogledala), Delo 1978.
- Andrzej Bursa: Wojna kobiet (Ženska vojna), Delo 1978.
- Kazimierz Dębnicki: Ułaskawienia nie będzie.(Pomilostitve ne bo.), Delo 1978.
- Stanisław Młodożeniec: Miłość Julii. (Julijina ljubezen.)
- Adolf Rudnicki: Popoldne hišnega gospodarja.
- Bruno Schulz: Samotność (Samota), Delo 1978.
- Edward Stachura: Varujte me mile zarje.
- Czesław Miłosz: Władca Albanii (Vladar Albanije), Pory roku (Letni časi), Natrafiłem na to (Naletel sem nanj), [w:] Gdzie wschodzi słońce i kędy zapada.Delo 1980.
- Cyprian Kamil Norwid: Wiersze (Pesmi)
- Ivan Cankar: Widok z pudełka i inne opowiadania. Kraków 1981.
- Czesław Miłosz: Liryka i proza (Pesmi in proza). Sodobnost 1981.
- Emil Korytko: Wiersze (Pesmi), [w:] Korespondenca z družino. SAZU 1983.

## Artykuły
- Fran Miklošič kot prevajalec poljske poezije. Język i piśmiennictwo (Jezik in slovstvo.)1/2 (1991/92) 22–27. (COBISS)
- Przybliżenie sakralnego słownictwa codziennemu językowi w słoweńskim piśmiennictwie.(Približevanje sakralnega besedila govorjenemu jeziku v slovenskem srednjeveškem pismenstvu.) (Teze). Slava 5/1 (1991/92). 7–8. (COBISS)
- O wersie i strofie. (O verzu in kitici). Slava 2/plus (1987/88). 51–53. (COBISS)
- Križ s križi kot križev pot. O zgodbenem in obrednem členjenju Polanškovega romana. 27. SSJLK, Ljubljana, FF 1991. 169–177.
- Znaczenie Adama Mickiewicza dla twórczości France Prešerna. Pamiętnik Słowiański 47/48 (1997/1998). 43–52. (COBISS)

## Praca redaktorska
- Alojz Gradnik: Zbrano delo, 1–2. Ur. Miran Hladnik in Tone Pretnar. Ljubljana: DZS, 1984–86 Zebrane dzieła słoweńskich poetów i pisarzy. (Zbrana dela slovenskih pesnikov in pisateljev). (COBISS)
- Zbiór wykładów. (Zbornik predavanj.) Ur. Tone Pretnar in Darinka Počaj-Rus. Ljubljana: Oddelek za slovanske jezike in književnosti Filozofske fakultete (Wydział języków słowiańskich i literatury), 1990. Seminarium słoweńskiego języka, literatury i kultury. (Seminar slovenskega jezika, literature in kulture).(COBISS)